# Prostovoljno gasilsko društvo Žabnica
Prostovoljno gasilsko društvo Žabnica (PGD Žabnica) je bilo ustanovljeno  4. novembra 1906. Deluje na požarnem okolišu, v katerega spadajo vasi Žabnica, Šutna, Forme, Dorfarje, Crngrob. 
V teh vaseh je skupaj 300 hiš in živi približno 1120 prebivalcev

## Zgodovina
Ustanovljeno je bilo v gostilni pri Kozincu, kjer so somišljeniki iz Žabnice, Dorfarjev, Šutne, Sp. Bitenj in Sv. Duha na občnem zboru ustanovili PGD Žabnica. Izvolili so prvi odbor. 
Za načelnika je bil izvoljen Jože Logonder - Jerga, za poveljnika Jože Oblak - Štular, 
za tajnika Franc Keržič - tedajni učitelj, blagajnik Janez Rozman - Tajne in za četnega zdravnika Janez Oman - Jergovc. 
Ustanovni člani so sprejeli povelja v slovenskem jeziku in društvena pravila, ki jih je izdalo Okrajno glavarstvo v Kranju, Slovenske deželne gasilske zveze na Kranjskem. 

### Razlogi za ustanovitev PGD Žabnica
V Žabnici pri Lencu je bil 22. januarja 1883 velik požar. Zaradi močnega vetra se je le ta razširil ne šest kemtij: pri Lencu, Bonceljnu, Grogcu, Jernaču, Maticelnu in Anžicova bajta. V zapisih niso omenjeni gasilci iz Kranja ali ŠK Loke. Vaščani so si verjetno pomagali sami, kot so vedeli in znali. Na Šutni je leta 1903 gorela Ratinkova hiša in v celoti pogorela. Na pomoč so prišli vaščani in gasilci iz Stare Loke, vendar niso ničesar mogli rešiti. Leta 1905 je strela udarila v Košnikov pod pri Sv. Duhu, ki je bil poln krme in opreme. Vse je pogorelo. Naslednje leto pa je pogorelo gospodarsko poslopje pri Kovaču v Žabnici, v Dolinarjev kozolec v 
Dorfarjih pa je udarila strela. Uničen je bil celoten pridelek pšenice.  

### Ustanovni člani društva
Ustanovni člani društva PGD Žabnica so bili: 
- iz Žabnice: Franc Kuralt - Vrbenčk, Jakob Kuralt - Milavžev, Janez Šifrer - Boncl, Anton Hafner - Matavž, Jože Šifrer - Mežnarjev, Franc Kuralt - Černe, Matevž Vilfan - Polenc, Jože Kuralt - Podlipnik, Valentin Hafner - Kržaj in Peter Jenko - Martinc
- Iz Spodnjih Bitenj: Jože Porenta - Bilban ter Repnkov, Jurjov in Sokov
- Iz Dorfarjev: Kocjan Hafner - Štrancer, Andrej Hafner - Lukovc, Luka Cegnar - Češnar
- Is Svetega Duha: Franc Hafner - Kržaj

## Žabniška gasilska godba
Žabniška gasilska godba je bila ustanovljena leta 1925.

## Facebook
- https://www.facebook.com/pages/category/Public---Government-Service/Prostovoljno-Gasilsko-Dru%C5%A1tvo-%C5%BDabnica-541457499250777/